# CH-53K直升機
西科斯基CH-53K种马王（Sikorsky CH-53K King Stallion），是一种超大重型吊掛货物运输軍用直升機，目前仍由西科斯基飞行器公司所研发，主要为美国海军陆战队服务，充当运输重型货物及吊掛重型機具等任务，特色设计包括3台7,500轴马力（5,900千瓦）涡轮轴发动机，新型复合材料旋翼，和较前的CH-53E「超级种马」直升机类型更宽阔的机舱，而即将成为美军最大型和重型的直升飞机。

## 研发过程

### H-53背景资料
CH-53海种马是美国海军陆战队于1962年在“重型直升机实验”竞标中的产物，西科斯基飞行器公司的S-65型胜出波音公司直升机系统CH-47“奇諾克”直升机。YCH-53A雏型机首次试飞于1964年10月14日，这型直升机被命名CH-53A海种马，且成品飞机交付于1966年。CH-53A配置有T64-GE-6涡轮轴发动机，其毛重量46,000磅（20,865公斤）。
异类型之原版CH-53A包括RH-53A/D、HH-53B/C、CH-53D、CH-53G和MH-53H/J/M，RH-53A和RH-53D被美国海军用于海洋扫雷操作。CH-53D包括H-53系列通用的通用电气T64发动机，同时兼有外置油箱。美国空军则用HH-53B/C，绰号“超级快乐绿巨人”，用来执行特种任务和战地救援。为了全气候执行任务，空军的MH-53H/J/M Pave Low直升机拥有更为广泛的航空系统，其同时也是末代双引擎H-53类型
1967十月，美国海军陆战队签发手令要求一种吊挂载荷1.8倍于CH-53D，同时可被两栖攻击舰艇所运载的直升机。与前，西科斯基飞行器公司已经开始了CH-53D更新工作，公司命之S-80，特于第三部涡轮轴发动机和更威力的旋翼系统。西科斯基飞行器公司在1968向海军陆战队提出S-80设计草案，海军陆战队认同为敏捷的解决方法，并为样品飞机研发拨款。这就是CH-53E，它包括更结实的变速器和高6英尺2英寸（1.88米）的机身。主旋翼更新为钛玻璃钢复合材料，并包括新型自动飞行控制系统，尾翼结构也改成更大的直型尾翼，并且为给起飞提供更多升力而轻微倾斜
1974中，YCH-53E初型首飞，跟随这次成功飞行，1978公司被奖附了初期生产合同，并在1981二月开始将成品执行入编。美国海军为了舰载直升机装配数量也获少量CH-53E「超级种马」直升机。海军陆战队和海军共得177架，同时为了空中海洋扫雷角色，海军又再次订购CH-53E，并命名“MH-53E海龙",它具有更大油量储存的加大型翼稍浮筒和油箱，1986海军开始使用MH-53E，获得46架海龙

### CH-53K
美国海军陆战队预计更新大部分已编入伍的CH-53E「超级种马」直升机，但方案被滞留，得知以后，西科斯基飞行器公司提出原为CH-53X的新举措，在2006四月中，美国海军陆战队签发合同需求156架次的CH-53K，陆战队将在2009年退役CH-53E，因此很快就需要更为新型的直升机，CH-53K的飞行测试计划也将于2011展开。
CH-53K基于CH-53E的设计，主要革新是新型发动机和驾驶舱布局，CH-53K会有超过两倍于CH-53E的吊挂载荷和飞行半径，更宽的货物装载量允许它内部容纳悍马军车，不过为缩短大致宽度，CH-53K要采用新型粗短的复合材料翼稍浮筒，但这会使直升机在舰上任务上具有更窄的覆盖区。不过直升机会配置新型的复合材料旋翼系统，与当代的UH-60「黑鹰」通用直升機之类似技术。
CH-53K采用通用电气的GE38-1B发动机。这款类型战胜普惠公司加拿大PW150发动机，同时还是V-22魚鷹式傾斜旋翼機具备的劳斯莱斯股份有限公司所生产AE 1107C-Liberty（T406）涡轮轴发动机的衍生物
与此，西科斯基飞行器公司宣布了主要合作商：奥罗拉飞行科学--主体旋翼螺旋架（main rotor pylon），ITT Integrated Structures--尾翼支架和翼稍浮筒，GKN航天--，Onboard Systems International--外置货钩系统（external cargo hook system），Rockwell Collins--飞行管理系统（avionics management system），Sanmina-SCI Corporation --通讯联络系统，和Spirit AeroSystems-- 驾驶舱和机舱。
2007年8月中，美国海军陆战队从CH-53K的156架定单增为227架，2008设计工作已完善开展，总重量减载也按任务要求妥善进行，增加发动机运转和更新旋翼同时也为达标增添附加值。旋翼桅杆倾斜度被减小，部件移动使其保证直升機重心不会当油料燃烧减少时过度后移。首飞预计于2011十一月，整装入编于2015。当CH-53K进入服役后，它将和V-22「魚鷹」倾转旋翼机（MV-22中量级吊挂）和貝爾UH-1Y「毒液」通用直升機（轻量级吊挂）成为美国海军陆战队的重量级别吊挂直升机。
同年，兰德公司（RAND）呈出报告影射CH-53K在海军军舰上部署将可能更高比例于MV-22。
2010年1月22日，西科斯基飞行器公司在美国康乃狄克州的斯特拉特福成立资产价值两千万美元的“精密部件技术中心”，全置放于CH-53K的研发上。此机构将生产旋转和固定的旋转斜盘，主旋翼和尾旋翼的螺旋毂，主旋翼套筒，和其它需要零件。2010年8月3日，CH-53K主要设计审核过关，计划将实施实验样机生产，不过，首次服役期却延迟到2018年。

### 设计
CH-53K是基本的重新设计，备有新型发动机和驾驶舱布局，CH-53K将启用7,500shp轴马力（5,600千瓦）通用电气GE38-1B发动机，每架将于先前CH-53E「超级种马」直升机快速20节（23英里/小时，37公里/小时）。
它将特征于新型电传操纵控制，数码玻璃驾驶舱，新型弹力性体螺旋毂系统，和复合材料旋翼片，同为更良好适应高热度飞行。CH-53K也要具有改良的外置货物操控系统，生存延展能力，和延长的服役寿命。机舱将长30英尺（9.1米），宽9英尺（2.7米），高6.5英尺（2.0米），宽于CH-53E「超级种马」直升机1英尺（25厘米）和15%更大，不过复合材料的翼稍浮筒会变短。
CH-53K会大幅超过CH-53E「超级种马」直升机的載重能力，在同飞行半径110海里（204公里）的基础上可几乎两倍运载27,000磅（12,200公斤）外部载荷，其最重载荷度会达到35,000磅（15,900公斤），最大毛重量将有84,700磅（38,400公斤），超过CH-53E的73,500磅（33,300公斤），CH-53K同时也会有大致一样于CH-53E的航程覆盖区。

## 規格（CH-53K）
参考资料：U.S Navy、Global Security
基本信息
- 机组：5

分別為：2驾驶员、1队长/右机枪手、1左机枪手、1尾机枪手（战斗组合）
- 容量：37士兵（安裝中线座位共55名）旋翼系统：主旋翼为7片；尾旋翼4片

性能
武器

- 機槍：

  - 2机窗置.50英寸口径（12.7毫米）M2型勃朗宁重机枪XM218重机枪
  - 1尾板置.50英寸口径（12.7毫米）M2型勃朗宁重机枪M3M／GAU-21重机枪
- 其它：电波欺瞒纸Chaff（反雷达装置）与熱焰彈flare施放器

## 外部連結
- Sikorsky CH-53K page on Sikorsky.com （页面存档备份，存于）